# Leporinus aguapeiensis
Leporinus aguapeiensis är en fiskart som beskrevs av Amaral Campos, 1945. Leporinus aguapeiensis ingår i släktet Leporinus och familjen Anostomidae. Inga underarter finns listade i Catalogue of Life.